# Аржан
Аржан (фр. Argens) је река у Француској. Дуга је 116 km. Улива се у Средоземно море. 